# Lab-on-a-chip
Een lab-on-a-chip (laboratorium-op-een-chip, LOC) is een apparaat dat verschillende laboratoriumfuncties op een enkele chip integreert. Het formaat van een LOC varieert van enkele millimeters tot een paar vierkante centimeter. Voor een LOC zijn zeer kleine vloeistofvolumes voldoende om een analyse uit te voeren, variërend van minder dan een picoliter tot enkele milliliters. LOC's behoren tot de zogenaamde MEMS, systemen die uit verschillende geïntegreerde elektronische, mechanische en chemische componenten bestaan, ook wel "Micro Total Analysis Systems" (µTAS). LOC heeft ook veel te maken met microfluïdica (zie microfluïdische chip). De microfluïdica bestudeert het gedrag van vloeistoffen en gassen op de micrometerschaal. Ondanks dat "Lab-on-a-Chip" vaak te maken heeft met microfluïdica, is de algemene betekenis dat verschillende laboratoriumprocessen worden verkleind tot chip-formaat. De term "Lab-on-a-Chip" werd pas later geïntroduceerd toen bleek dat µTAS-technologieën breder inzetbaar waren dan alleen voor analyse-doeleinden.
De Universiteit Twente heeft een onderzoeksgroep naar lab-on-a-chips.

## Geschiedenis
Na de uitvinding van de microtechnologie (~1954) voor het realiseren van geïntegreerde halfgeleiderstructuren voor micro-elektronische chips, werden deze op lithografie gebaseerde technologieën al snel ook toegepast bij de fabricage van druksensoren (1966). Door de verdere ontwikkeling van deze processen, die gewoonlijk beperkt zijn tot CMOS-compatibiliteit, kwam er een gereedschapskist beschikbaar om ook mechanische structuren van micrometer- of submicrometerafmetingen in siliciumwafers te maken: het tijdperk van de micro-elektromechanische systemen (MEMS) was begonnen.
Naast druksensoren, airbagsensoren en andere mechanisch beweegbare structuren, werden apparaten voor vloeistofverwerking ontwikkeld. Voorbeelden hiervan zijn: kanalen (capillaire verbindingen), mengers, kleppen, pompen en doseerinrichtingen. Het eerste LOC-analysesysteem was een gaschromatograaf, die in 1979 werd ontwikkeld door S.C. Terry aan de Stanford University. Pas aan het eind van de jaren tachtig en het begin van de jaren negentig begon het LOC-onderzoek echter serieus te groeien toen enkele onderzoeksgroepen in Europa micropompen, flowsensoren en de concepten voor geïntegreerde vloeistofbehandelingen voor analysesystemen ontwikkelden. Deze µTAS-concepten toonden aan dat door integratie van voorbehandelingsstappen, die gewoonlijk op laboratoriumschaal worden uitgevoerd, de eenvoudige sensorfunctionaliteit kon worden uitgebreid tot een volledige laboratoriumanalyse, met inbegrip van extra reinigings- en scheidingsstappen.
Een grote impuls in onderzoek en commerciële interesse kwam in het midden van de jaren 1990, toen bleek dat µTAS-technologieën interessante hulpmiddelen boden voor genomicatoepassingen, zoals capillaire elektroforese en DNA-microarrays. Een grote impuls in onderzoekssteun kwam ook van het leger, met name van DARPA (Defense Advanced Research Projects Agency), voor hun interesse in draagbare systemen voor de detectie van agentia voor biochemische oorlogsvoering. De toegevoegde waarde bleef niet alleen beperkt tot de integratie van laboratoriumprocessen voor analyse, maar ook tot de karakteristieke mogelijkheden van afzonderlijke componenten en de toepassing op andere, niet-analyse, laboratoriumprocessen. Vandaar dat de term "lab-on-a-chip" werd geïntroduceerd.
Hoewel de toepassing van LOCs nog nieuw en bescheiden is, is er een groeiende belangstelling van bedrijven en toegepaste onderzoeksgroepen op verschillende gebieden zoals analyse (b.v. chemische analyse, milieumonitoring, medische diagnostiek en cellomics) maar ook in de synthetische chemie (b.v. snelle screening en microreactoren voor de farmaceutica). Naast verdere ontwikkelingen op het gebied van toepassingen wordt verwacht dat het onderzoek naar LOC-systemen zich ook zal uitstrekken tot downscaling van vloeistofbehandelingsstructuren, met gebruikmaking van nanotechnologie. Sub-micrometer- en nanokanalen, DNA-labyrinten, single cell detectie en analyse, en nano-sensoren, zouden haalbaar kunnen worden, waardoor nieuwe manieren van interactie met biologische soorten en grote moleculen mogelijk worden. Er zijn vele boeken geschreven die verschillende aspecten van deze apparaten behandelen, waaronder het vloeistoftransport, systeemeigenschappen, detectietechnieken en bioanalytische toepassingen.

## Chipmaterialen en fabricagetechnologieën
De basis voor de meeste LOC-fabricageprocessen is fotolithografie. Aanvankelijk werden de meeste procédés in silicium uitgevoerd, aangezien deze goed ontwikkelde technologieën rechtstreeks waren afgeleid van de fabricage van halfgeleiders. Vanwege de vraag naar bijvoorbeeld specifieke optische eigenschappen, bio- of chemische compatibiliteit, lagere productiekosten en snellere prototyping, zijn nieuwe procédés ontwikkeld zoals het etsen, afzetten en hechten van glas, keramiek en metaal, het bewerken van polydimethylsiloxaan (PDMS) (b.v. zachte lithografie), het bewerken van off-stoichiometry thiol-ene polymeren (OSTEmer), het 3D-printen op basis van dikke-film en stereolithografie, alsmede snelle replicatiemethoden via galvaniseren, spuitgieten en embossen. De vraag naar goedkope en gemakkelijke LOC-prototyping resulteerde in een eenvoudige methodologie voor de fabricage van PDMS-microfluïdische apparaten: ESCARGOT (Embedded SCAffold RemovinG Open Technology). Met deze techniek kunnen microfluïdische kanalen worden gemaakt in één enkel PDMS-blok, via een oplosbare scaffold (gemaakt door bv. 3D-printen). Bovendien overschrijdt het LOC-gebied meer en meer de grenzen tussen op lithografie gebaseerde microsysteemtechnologie, nanotechnologie en precisietechniek.

## Voordelen
LOC's kunnen voordelen bieden, die specifiek zijn voor hun toepassing. Typische voordelen zijn:
- laag verbruik van vloeistofvolumes (minder afval, lagere reagentia kosten en minder benodigde monstervolumes voor diagnostiek)
- snellere analyse- en reactietijden als gevolg van korte diffusie-afstanden, snelle verwarming, hoge oppervlakte-volumeverhoudingen, kleine warmtecapaciteiten.
- betere procesbeheersing door een snellere reactie van het systeem (b.v. thermische controle voor exotherme chemische reacties)
- compactheid van de systemen door integratie van veel functionaliteit en kleine volumes
- massale parallellisatie door de compactheid, waardoor high-throughput analyse mogelijk wordt
- lagere fabricagekosten, waardoor kosteneffectieve wegwerpchips mogelijk zijn, die in massaproduktie worden vervaardigd
- kwaliteit van onderdelen kan automatisch worden geverifieerd
- veiliger platform voor chemische, radioactieve of biologische studies vanwege de integratie van functionaliteit, kleinere vloeistofvolumes en opgeslagen energieën

## Nadelen
De meest prominente nadelen van labs-on-chip zijn:
- Het micro-fabricageproces dat nodig is om ze te maken is complex en arbeidsintensief, en vereist zowel dure apparatuur als gespecialiseerd personeel. Dit kan worden verholpen door de recente technologische vooruitgang op het gebied van goedkoop 3D-printen en lasergraveren.
- Het complexe netwerk voor vloeistofaandrijving vereist meerdere pompen en connectoren, waarbij fijnregeling moeilijk is. Dit kan worden verholpen door zorgvuldige simulatie, een intrinsieke pomp, zoals een air-bag ingebedde chip, of door gebruik te maken van een centrifugale kracht om * het pompen te vervangen, d.w.z. centrifugale micro-fluïdische biochip.
- De meeste LOC's zijn nieuwe "proof of concept"-toepassingen die nog niet volledig zijn ontwikkeld voor gebruik op grote schaal. Meer validaties zijn nodig voor praktische toepassing.
- Op de microliter-schaal waar LOC's mee te maken hebben, zijn oppervlakte-afhankelijke effecten zoals capillaire krachten, oppervlakteruwheid of chemische interacties dominanter. Dit kan het nabootsen van laboratoriumprocessen in LOC's soms behoorlijk uitdagend en complexer maken dan in conventionele laboratoriumapparatuur.
- Detectieprincipes schalen niet altijd in positieve zin op, wat leidt tot lage signaal-ruis verhoudingen.

## Wereldwijde gezondheid
Lab-on-a-chip technologie kan binnenkort een belangrijk onderdeel worden van de inspanningen om de wereldgezondheid te verbeteren, met name door de ontwikkeling van point-of-care testapparatuur. In landen met weinig middelen voor de gezondheidszorg zijn besmettelijke ziekten die in een ontwikkeld land behandelbaar zouden zijn, vaak dodelijk. In sommige gevallen beschikken arme gezondheidszorgklinieken over de geneesmiddelen om een bepaalde ziekte te behandelen, maar ontbreekt het aan diagnostische instrumenten om vast te stellen welke patiënten de geneesmiddelen moeten krijgen. Veel onderzoekers geloven dat LOC-technologie de sleutel kan zijn tot krachtige nieuwe diagnostische instrumenten. Het doel van deze onderzoekers is microfluïdische chips te maken waarmee zorgverleners in slecht uitgeruste klinieken diagnostische tests kunnen uitvoeren, zoals microbiologische kweekanalyses, immunoassays en nucleïnezuuranalyses zonder ondersteuning van een laboratorium.

### Wereldwijde uitdagingen
Om de chips te kunnen gebruiken in gebieden met beperkte middelen, moeten vele uitdagingen worden overwonnen. In ontwikkelde landen zijn snelheid, gevoeligheid en specificiteit de meest gewaardeerde kenmerken voor diagnostische instrumenten; maar in landen waar de infrastructuur van de gezondheidszorg minder goed ontwikkeld is, moet ook rekening worden gehouden met kenmerken als gebruiksgemak en houdbaarheid. De bij de chip geleverde reagentia moeten bijvoorbeeld zo worden ontworpen dat zij maandenlang werkzaam blijven, zelfs als de chip niet in een klimaatgecontroleerde omgeving wordt bewaard. Chipontwerpers moeten ook rekening houden met de kosten, de schaalbaarheid en de recycleerbaarheid bij de keuze van de te gebruiken materialen en fabricagetechnieken.

### Voorbeelden van wereldwijde LOC-toepassingen
Een van de meest prominente en bekende LOC-apparaten die op de markt zijn gekomen is de zwangerschapstestkit voor thuisgebruik, een apparaat dat gebruik maakt van op papier gebaseerde microfluïdicatechnologie. Een ander actief gebied van LOC-onderzoek betreft manieren om infectieziekten te diagnosticeren en te beheersen die worden veroorzaakt door bacteriën, b.v. bacteriurie, of virussen, b.v. influenza. Een gouden standaard voor de diagnose van bacteriurie (infecties van de urinewegen) is een microbiële cultuur. Een recente studie op basis van lab-on-a-chiptechnologie, Digital Dipstick, heeft de microbiologische cultuur geminiaturiseerd tot een dipstickformaat en maakt het mogelijk deze te gebruiken op de plaats van verzorging. Als het gaat om virale infecties, zijn HIV-infecties een goed voorbeeld. Ongeveer 36,9 miljoen mensen in de wereld zijn momenteel besmet met hiv en 59% van deze mensen krijgt een antiretrovirale behandeling. Slechts 75% van de mensen met hiv kende hun hiv-status. Het meten van het aantal CD4+ T-lymfocyten in het bloed van een persoon is een nauwkeurige manier om vast te stellen of iemand HIV heeft en om de voortgang van een HIV-infectie te volgen. Op dit moment is flowcytometrie de gouden standaard voor het verkrijgen van CD4-tellingen, maar flowcytometrie is een gecompliceerde techniek die in de meeste ontwikkelingsgebieden niet beschikbaar is omdat er opgeleide technici en dure apparatuur voor nodig zijn. Onlangs werd een dergelijke cytometer ontwikkeld voor slechts 5 dollar. Een ander actief terrein van LOC-onderzoek is dat naar gecontroleerde scheiding en menging. Met dergelijke apparaten is het mogelijk snel een diagnose te stellen en eventueel ziekten te behandelen. Zoals hierboven vermeld, is een grote drijfveer voor de ontwikkeling hiervan dat zij potentieel tegen zeer lage kosten kunnen worden vervaardigd. Een ander onderzoeksgebied dat met betrekking tot LOC wordt bestudeerd is dat van de beveiliging van woningen. Geautomatiseerde bewaking van vluchtige organische stoffen (VOC's) is een gewenste functionaliteit voor LOC. Als deze toepassing betrouwbaar wordt, zouden deze microtoestellen op wereldschaal kunnen worden geïnstalleerd en huiseigenaren kunnen waarschuwen voor potentieel gevaarlijke verbindingen.

## Plantenwetenschappen
Lab-on-a-chip apparaten zouden kunnen worden gebruikt om de stuifmeelbuisgeleiding in Arabidopsis thaliana te karakteriseren. Meer bepaald is een plant-op-een-chip een geminiaturiseerd toestel waarin stuifmeelweefsels en eicellen kunnen worden geïncubeerd voor studies in de plantenwetenschappen.